# Karel van Croÿ (bisschop)
Karel van Croÿ (1506 of 1507 - Saint-Ghislain, 11 december 1564), ook bekend als Charles de Croÿ in het Frans, was bisschop van Doornik vanaf 1525 tot aan zijn dood.

## Jeugdjaren
Karel van Croÿ was de vierde zoon van Hendrik van Croÿ (1455-1514), graaf van Porcien en van Charlotte de Châteaubriand (gestorven in 1509). Hij was de jongere broer van Willem van Croÿ (1497-1521), aartsbisschop van Toledo en was tevens de neef van Willem van Croÿ (1458-1521), een van de belangrijkste adviseurs van de jonge Karel, die later keizer Karel V werd.
Van Croÿ werd reeds vroeg voor de geestelijke staat voorbestemd. In 1519 ging hij studeren aan de universiteit van Leuven en had er als leraar onder meer Jacobus Latomus. Hij studeerde er af in 1522 en kreeg Adrianus Barlandus als tutor. Barlandus droeg zijn werk Dialogi uit 1524 op aan de jonge Karel.
Ondertussen was Karel benoemd tot abt van de abdij van Affligem in opvolging van zijn broer Willem die in 1521 overleden was. Omdat Van Croÿ nog te jong was en hij nog in Leuven studeerde, werd de leiding van de abdij toevertrouwd aan de proost, Willem van Ghoer.

## Bisschop van Doornik

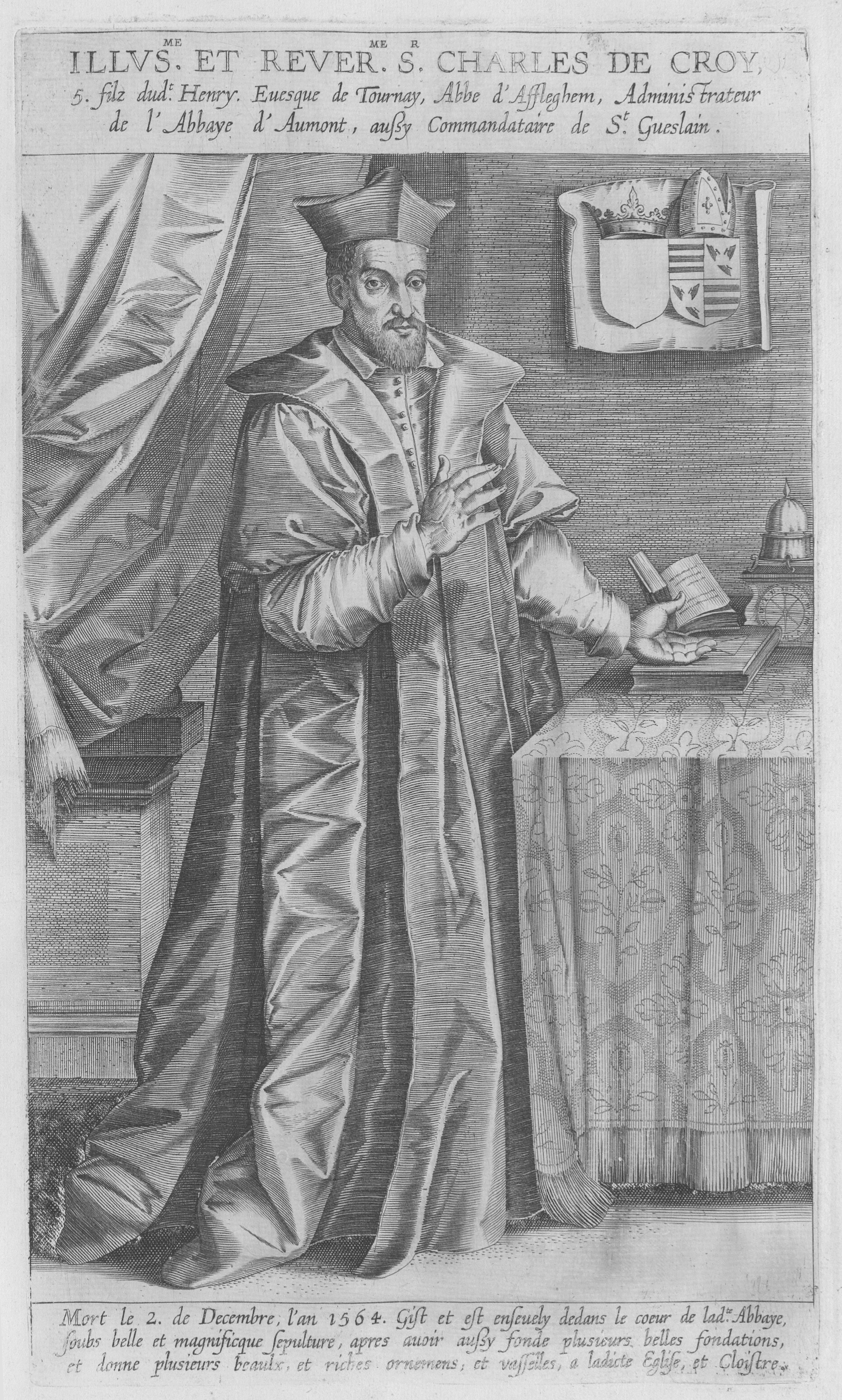
Gravure van bisschop Karel van Croÿ door Jacques de Bye, ca. 1610

Doornik werd op 3 december 1521 veroverd door keizer Karel en deze eigende zich het recht op de bisschopsbenoemingen toe. In 1525 besliste de keizer om zijn beschermeling Karel van Croÿ te benoemen tot bisschop van Doornik. Met Everhard van der Marck, de prins-bisschop van Luik trof hij de volgende regeling: Louis Guillard, die tot dan toe bisschop van Doornik was, werd bisschop van Chartres. Van der Marck, die tot dan toe eveneens bisschop van Chartres was, kreeg in ruil een jaarlijkse rente van het bisdom Doornik en de abdij van Affligem.
Van Croÿ vatte in 1526 de studies in de theologie aan. Barlandus bleef zijn mentor en hij kreeg les van onder meer Latomus en Johannes Driedo. Van Croÿ trok naar Rome om er zijn studies te vervolledigen en werd er op 13 juni 1533 tot priester en bisschop gewijd. Het was pas op 25 juli 1539 vooraleer Karel van Croÿ zijn plechtige intrede deed in Doornik. In 1540 droeg hij er zijn eerste mis op, 15 jaar na zijn benoeming tot bisschop.
Van Croÿ was de jezuïeten zeer genegen; na Leuven was Doornik de tweede stad in de Nederlanden waar ze werden toegelaten. In 1554 kwamen de eerste drie jezuïeten zich vestigen in de stad. Ze vestigden er zelfs het allereerste jezuïetencollege in de Nederlanden.
In 1559 vond er een reorganisatie plaats in de kerkelijke hiërarchie in de Nederlanden. Het uitgestrekte, tweetalige bisdom Doornik, dat tussen Schelde en IJzer gelegen was, werd verdeeld over drie nieuwe bisdommen, Brugge, Gent en Doornik zelf dat enkel het Franstalige gedeelte behield. Ondanks het feit dat zijn bisdom werd gedecimeerd, voerde Van Croÿ weinig oppositie tegen het besluit. Hij vroeg enkel een geldelijke tegemoetkoming voor het geleden verlies van grondgebied. Toen dit lange tijd op zich bleef wachten, ontstonden er wrijvingen tussen Van Croÿ en Pieter de Corte, de eerste bisschop van Brugge.
Als abt van Affligem verzette Van Croÿ zich wel hevig tegen de bepaling dat de abdij werd toegewezen aan het bisdom Mechelen. Uiteindelijk gebeurde dit toch in 1569, vijf jaar na de dood van Van Croÿ.
Van Croÿ had tijdens zijn periode als bisschop veel last van het calvinisme. In Doornik bevond zich de grootste groep protestanten uit de Habsburgse Nederlanden. Van Croÿ riep in 1563 de hulp in van landvoogdes Margaretha van Parma die de Doornikse burgers in augustus 1563 de eed van trouw liet zweren.
Van Croÿ stierf in 1564 in de abdij van Saint-Ghislain waar hij de laatste jaren van zijn leven regelmatig verbleef. Zijn graf werd er bijgezet. Hij werd opgevolgd door Gilbert d'Oignies die sinds 1556 zijn coadjutor was.

## Kasteel van Moorsel

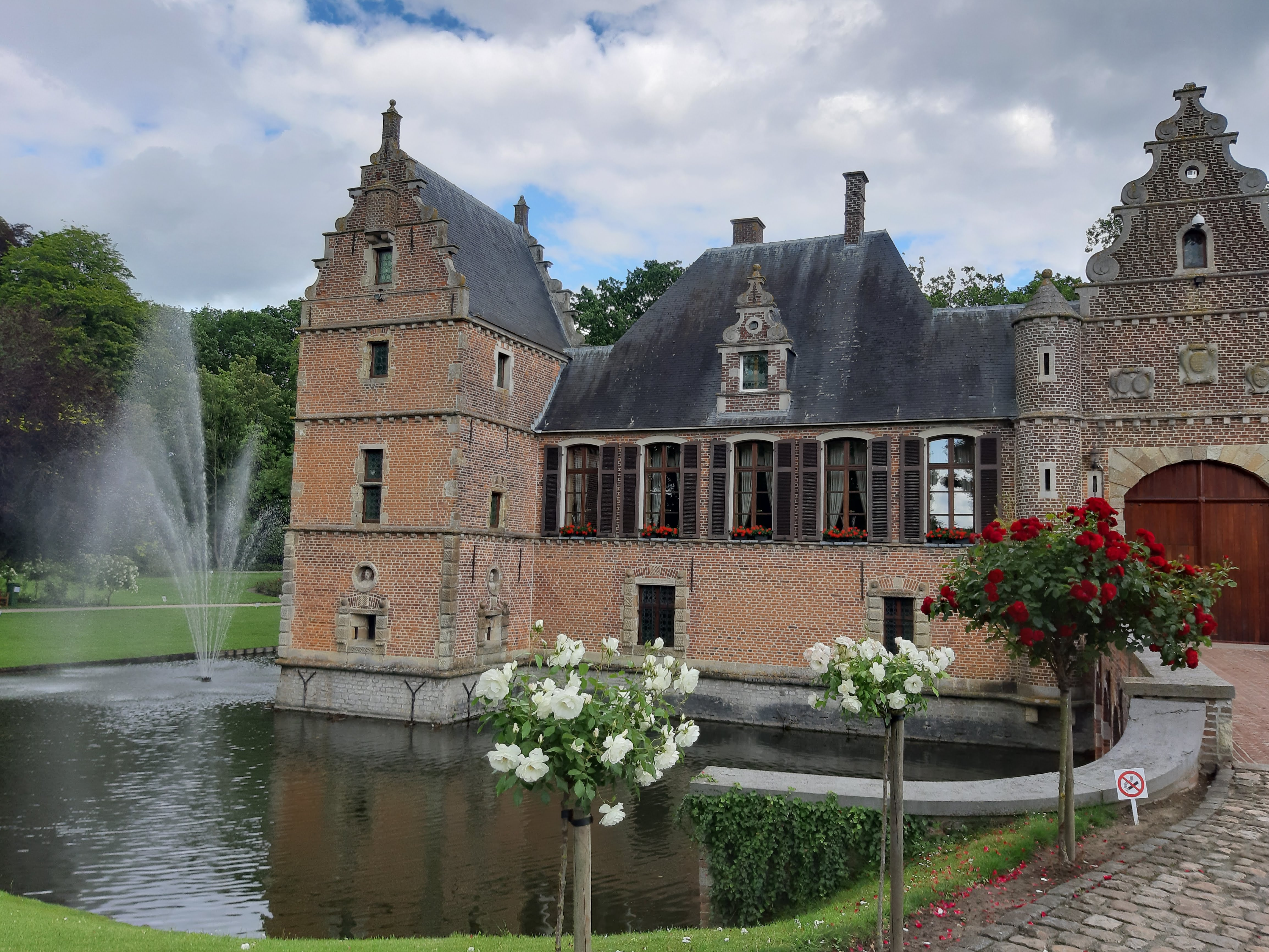
Waterkasteel van Moorsel

In Moorsel liet hij tussen 1521 en 1526 een waterkasteel bouwen met de opbrengsten van de abdij van Affligem. De dreef naar het beschermde kasteel is naar hem vernoemd.